# Miles Messenger
Майлз Месенджер (англ. Miles Messenger) — британський одномоторний літак розробки компанії Miles Aircraft, який використовувався Королівськими повітряними силами за часів Другої світової війни, як літак зв'язку.

## Розробка та конструкція
Розробка невеликого літака для потреб британської армії здійснювалась напівофіційним шляхом. Військове керівництво висловило свій інтерес до невеликого, надійного та непримхливого в обслуговуванні літака, що мав виконувати функції повітряного спостережного засобу, зв'язку та доставляння важливих документів і наказів в умовах військових дій.
У червні 1942 року кількох офіцерів британських Повітряних сил запросили на серію випробувальних польотів для оцінки нової машини M.28 Mercury. Після іспитів вони дали одностайне рішення, що цей унікальний за своїми характеристиками літак був би вельми придатний для коригування артилерійської стрільби й запропонували декілька пропозицій, спрямованих на поліпшення льотних і експлуатаційних характеристик і спрощення конструкції.
Головний розробник літака Фредерік Майлз, проте, охоче відреагував на висловлені пропозиції і через три місяці почав випробування нового прототипу М.38, побудованого з урахуванням усіх зауважень. 12 вересня 1942 року прототип здійснив перший успішний політ у повітря поблизу Вудлі. Для цієї машини використовували фюзеляж від М.28, але більше крило з закрилками по всій довжині і більший хвіст з трьома кілями, а в ролі силової установки — двигун Де-Хевілленд Джіпсі Мейджор-1" потужністю 130 к.с. Дещо пізніше на літак встановили «Мейджор-1Д» потужністю 140 к.с.
Після завершення програми випробувань прототип U-0223 передали на військові випробування в одну з стройових частин Королівської авіації. Цей етап пройшов дуже успішно. Льотний склад просто захоплювався машиною. На жаль, ентузіазму і захоплення стройових льотчиків не поділяли чиновники обох авіаційних міністерств, ані авіації, ані авіаційної промисловості. Причина була вочевидь: літак створений без їхньої згоди і замовлення. Однак дискусія, що розгорілася між авіаційними частинами і міністерськими чиновниками, завершилась на користь нового «Месенджера» — було видано офіційну специфікацію 17/43 замовлено будівництво серії з 250 літаків.
Серійне виробництво розмістили на двох заводах фірми «Майлз» в містах Будлі і Ньютаунардсі в Північній Ірландії. Всі літаки передбачалося використовувати як зв'язкові, для кур'єрських цілей і персональних перевезень вищого командного складу. Застосування М.38 на фронтах в ролі коректувальників, розвідників, легких транспортних і санітарних літаків не планувалося.
Також тестувалась ідея використання «Мессенджерів» в протисубмаринній ролі використовуючи платформи на борту транспортних кораблів з гальмівним гаком і сіткою. Така конфігурація випробовувалась на суші з розрахунком на перенесення двох глибинних бомб і була цілком робочою, але проєкт закинули.

## Експлуатація

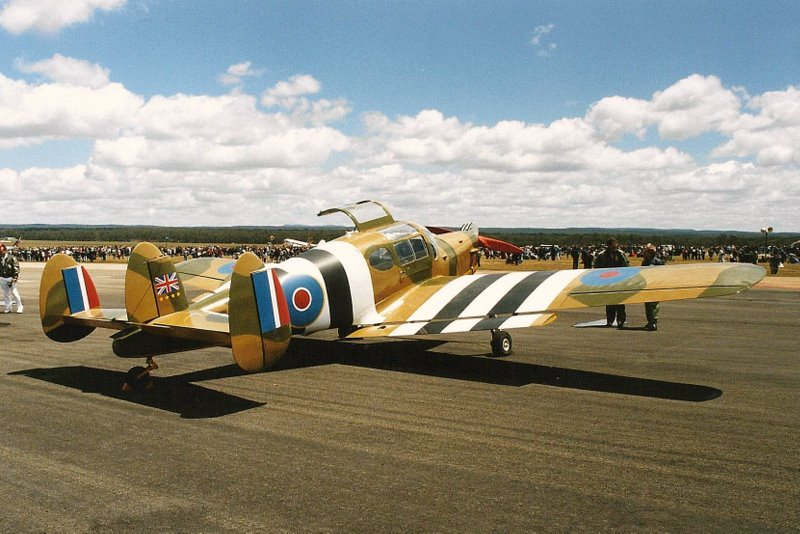
Збережений екземпляр літака «Месенджер» у кольорах фельдмаршала Б.Монтгомері на авіашоу в Австралії. 1998

«Месенджер» використовувалися в ролі персональних повітряних засобів перевезення вищих воєначальників Британії за час війни. М.38 з серійним номером RG333 був особистим літаком фельдмаршала Б.Монтгомері. А після вироблення ресурсу літака Монтгомері знову зажадав мати саме М-38. Літак RG333 прославився ще й тим, що на п'ятий день висадки британських військ у Нормандії доставив фельдмаршала Б.Монтгомері на плацдарм, розміром — буквально в «п'ятачок». Трохи пізніше на цьому літаку літали для огляду місця боїв В.Черчилль і генерал Д.Ейзенхауер.
М.38 був також персональної машиною маршала Королівських ПС лорда А.Теддера.
Після війни більшість «Месенджерів» військового випуску потрапила в приватні руки. Припускаючи, що літак викличе інтерес, фірма «Майлз» продовжувала випускати його в різних варіантах для цивільного ринку. В цілому в післявоєнний період випустили 80 машин.

## Тактико-технічні характеристики
Дані з Consice Guide to British Aircraft of World War II
|                         | Mk.I                        | Mk.IIA                     |
| ----------------------- | --------------------------- | -------------------------- |
| Довжина                 | 7,32 м                      | 7,32 м                     |
| Висота                  | 2,9 м                       | 4,11 м                     |
| Розмах крил             | 11,02 м                     | 11,02 м                    |
| Площа крил              | 17,74 м²                    | 17,74 м²                   |
| Маса порожнього         | 689 кг                      | 652 кг                     |
| Максимальна злітна маса | 862 кг                      | 1089 кг                    |
| Двигун                  | De Havilland Gipsy Major ID | Blackburn Cirrus Major III |
| Потужність              | 140 к. с. (104 кВт)         | 155 к.с. (116 кВт)         |
| Максимальна швидкість   | 187 км/год                  | 217 км/год                 |
| Крейсерська швидкість   | 153 км/год                  | 200 км/год                 |
| Операційна дальність    | 418 км                      | 740 км                     |
| Практична стеля         | 4265 м                      | -                          |
| Швидкопідйомність       | -                           | 3,8 м/с                    |